# 流花宾馆
流花宾馆位于中华人民共和国广州市环市西路194号，是一间四星级宾馆，由广州市营企业岭南商旅集团运营，宾馆分南、北两座主楼，北楼8层，南楼7层，拥有240间客房，设有中、西餐厅和会展中心。

## 历史
作为中国进出口商品交易会（广交会）流花展馆的配套接待设施，1972年4月，总理周恩来决定批款500万元，用于兴建当时被称为“广州三大外贸工程”之一的流花宾馆。首期建成的北楼于1972年10月8日落成，第二期的南楼在105天后竣工，施工速度刷新了当时广东省建筑史上最快纪录。   
自1979年起，流花宾馆先后4次进行全面装修改造，是全国第一家实行前后台电脑联网管理系统的宾馆。2005年被评定为四星级饭店。

## 鄰近建築
- 廣州火車站
- 流花湖公園
- 越秀公園